# Homophyton
Homophyton is een geslacht van neteldieren uit de klasse van de Anthozoa (bloemdieren).

## Soorten
- Homophyton verrucosum (Möbius, 1861)
- Homophyton vickersi (Benham, 1928)